# ダークハウス
『ダークハウス』（原題:Demonic）は2015年にDVDが発売された米英合作のホラー映画である。監督はウィル・キャノン、主演はマリア・ベロが務めた。
本作は日本国内でも劇場公開されず、2015年7月3日にDVDが発売された。

## ストーリー
本作のストーリーは過去に起きた出来事（大学生が降霊会を行う様子）と現在に起きた出来事（警察の捜査とエリザベスによるジョンの聞き取り調査）が交互に展開していくが、それをそのまま表現すると話が分かりにくくなるので、現在の話に焦点を絞ってストーリーを記述していく。
ルイジアナ州のとある廃屋で大学生3人の惨殺死体が発見された。マーク・ルイス刑事が犯行現場を捜査したところ、生存者（ジョン）が1人発見された。ジョンはショックで錯乱状態になっていたため、心理学者のエリザベス・クラインが捜査に協力することになった。ジョンはエリザベスと話しているうちに落ち着きを取り戻し、「僕たちはあの廃屋で降霊会をやっていたのですが、予想以上に多くの霊魂を呼び寄せてしまったのです。霊魂の中には、私の亡くなった母親もいました。」「降霊会に参加していたのは僕と亡くなった3人だけではありません、僕の恋人のミッシェルとその元彼のブライアンも参加していました。ミッシェルは妊娠中です。」と語った。ところが、ミッシェルとブライアンは行方知らずになっていた。
ほどなくして、ブライアンは警官に発見された。警官の姿を見たブライアンは慌てて逃走したが、店内に追いつめられた。ジョンは無線通信機を通して警察とブライアンのやりとりを把握していたが、ブライアンの「ミッシェルはどこにいるんだ」と叫び声を聞いた瞬間、そのまま倒れ込んでしまった。エリザベスから「ブライアンはジョンを殺そうとしている」と言われ、マークはブライアンをその場で射殺した。その後、マークが再度事件現場を調べると、隠し部屋を発見し、そこでミシェルを見つけた。その頃、エリザベスはジョンこそが事件の真犯人だという確信を得ていた。しかし、時既に遅く、ジョンは首つり死体となって発見された。
実は、廃屋で発見された時点で、ジョンは死んでいたのであった。エリザベスはジョンの姿をした悪魔と話をしていたのである。降霊会をやったばかりに、大学生たちは悪魔を召喚してしまった。悪魔はジョンに憑依し、学生たちを皆殺しにしようとしたが、それだけでは足りなかった。悪魔が廃屋から完全に解放されるには、降霊術で使用した印の上を通過する必要があるのだという。悪魔は真実に辿り着いたエリザベスをも殺そうとしたが、マークがその場に駆けつけた途端、姿を消した。ちょうどその頃、ミッシェルを乗せた担架が印の上を通過していた。
救急車の中。ミッシェルとお腹の赤ちゃんは無事であることが判明する。しかし、赤ん坊の動きはどうにも不気味なものであった。

## キャスト
※括弧内は日本語吹替。
- マリア・ベロ - エリザベス・クライン博士（山像かおり）
- フランク・グリロ - マーク・ルイス刑事（さかき孝輔）
- コディ・ホーン - ミッシェル（御沓優子）
- ダスティン・ミリガン - ジョン（前田一世）
- ミーガン・パーク - ジュールス（合田絵利）
- スコット・ミシュロウィック - ブライアン（三宅貴洋）
- アーロン・ヨー - ドニー（寸石和弘）
- タイソン・サリヴァン - ルーク・エルトン
- アレックス・グード - サム（河合みのる）
- アシュトン・リー - サラ・マシューズ
- ネカー・ザデガン - ジャニカ
- カーティス・アームストロング - デヴィッド
- テレンス・ローズモア - ジェンキンス（小林達也）
- ジェシー・ステッカート - ピーター（各務立基）
- メイヤー・デリュー - ヘンリー
- グリフ・ファースト - リーヴス
- ビリー・スローター - ウェイン
- エレナ・サチン - ジェーン
- 日本語版制作スタッフ 演出：乃坂守蔵、翻訳：浅野倫子、録音・調整：白井康之、制作担当：吉富孝明（プロセンスタジオ）、日本語版制作：プロセンスタジオ

## 製作
2011年5月13日、ジェームズ・ワンが新作ホラー映画『House of Horror』の製作に着手したと報じられた。11月、ザビエ・ジャンが監督に起用された。2013年1月23日、マリア・ベロとフランク・グリロが本作に出演するとの報道があった。その際、ウィル・キャノンが新しく監督に起用されたとも報じられた。10月8日、本作のタイトルが『House of Horror』から『Demonic』に変更された。

## 公開・評価
当初、本作は2014年12月12日に全米公開される予定だったが、後に公開スケジュールから引き上げられた。
本作に対する批評家の評価は芳しいものではない。映画批評集積サイトのRotten Tomatoesには9件のレビューがあり、批評家支持率は33%、平均点は10点満点で5.2点となっている。